# Box of Rain
«Box of Rain» es una canción por la banda estadounidense the Grateful Dead para su álbum de 1970, American Beauty. La canción fue compuesta por el bajista Phil Lesh y el letrista Robert Hunter, y cantada por Lesh. Posteriormente, la canción se convirtió en una favorita y los espectadores solían gritar “Dejen cantar a Phil”.

## Grabación y producción
«Box of Rain» es una canción extraída de las raíces musicales estadounidenses de la música folk y country. Fue publicado como la canción de apertura del álbum American Beauty, al mimo tiempo, fue la primera canción en presentar a Phil Lesh como vocalista.

## Interpretaciones en vivo

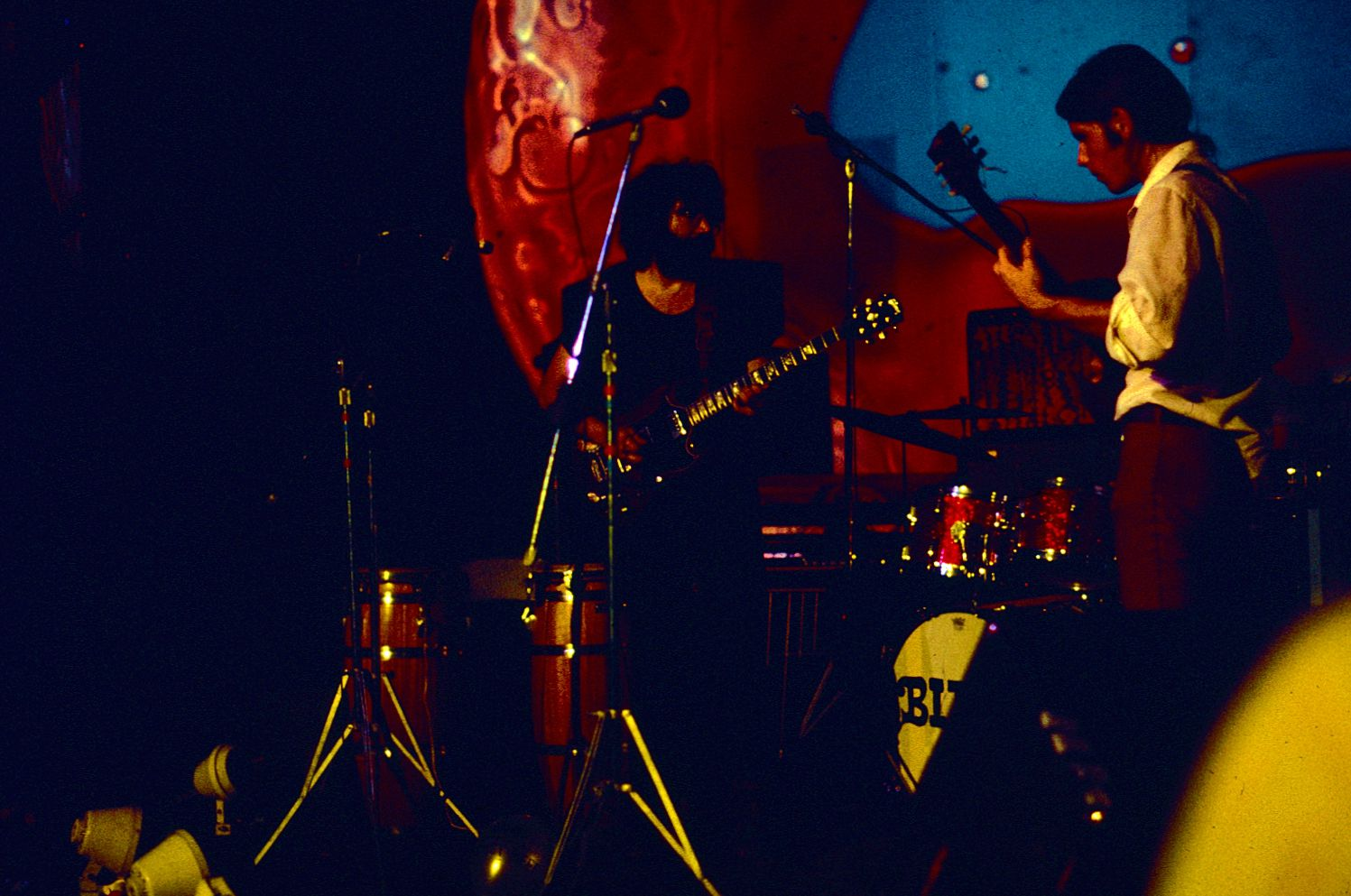
The Grateful Dead interpretando en el Kinetic Playground en julio de 1969.

«Box of Rain» fue interpretada por primera vez el 17 de septiembre de 1970 en el Fillmore East en Nueva York durante una porción acústica del concierto. The Grateful Dead volvió a interpretar la canción durante el otoño de 1972 hasta 1973 cuando fue descartada del repertorio de canciones.
Con casi 750 conciertos después de su última interpretación, «Box of Rain» fue revivida permanente el 20 de marzo de 1986 durante un concierto en el Hampton Coliseum en Virginia. Después del concierto, la canción fue tocada frecuentemente en respuesta de la audiencia. Después de la muerte de Jerry Garcia, «Box of Rain» fue la última canción interpretada por la banda en vivo, durante el último encore en el Soldier Field en Chicago el 9 de julio de 1995. Simbólicamente, fue la primera canción tocada en la gira de Fare Thee Well en el Soldier Field el 3 de julio de 2015.

## Versiones en vivo
- Una versión grabada en el Alpine Valley Music Theatre el 19 de julio de 1989 fue publicada en el álbum Fallout from the Phil Zone.[4]
- Una presentación grabada en el Salt Palace en Utah el 28 de febrero de 1973 fue publicada en Dick's Picks Volume 28.[5]
- Una interpretación en el John F. Kennedy Stadium en Filadelfia fue incluida en el álbum en vivo de 2010, Crimson White & Indigo.[6]
- Otra versión en vivo grabada en el Veterans Memorial Coliseum el 24 de junio de 1973, fue publicada en Pacific Northwest '73–'74: Believe It If You Need It.[7]

## Otros lanzamientos
- La canción ha aparecido en numerosos álbumes compilatorios de Grateful Dead.
  - The Very Best of Grateful Dead (2003)
  - The Best of the Grateful Dead (2015)